# Projekt 52
Das Projekt 52 bezeichnet eine russische Tankschiff-Baureihe. Die Schiffe wurden auf der Kostroma-Werft für das Unternehmen Транспетрочарт gebaut.

## Beschreibung
Die Schiffe werden von zwei Wärtsilä-Dieselmotoren des Typs W6L20 mit jeweils 1100 kW Leistung angetrieben. Die Motoren wirken über Untersetzungsgetriebe auf jeweils eine Propellergondel mit Festpropeller. Die Schiffe sind mit einem Bugstrahlruder ausgestattet. Für die Stromerzeugung stehen drei von Volvo-Penta-Dieselmotoren des Typs D9MG mit jeweils 168 kW Leistung angetriebene Generatoren zur Verfügung. Weiterhin wurde ein von einem Volvo-Penta-Dieselmotor des Typs D7MG mit 90 kW Leistung angetriebener Notgenerator verbaut.
Die Schiffe sind mit zehn Ladungstanks mit einem Gesamtvolumen von 6920 m³ ausgerüstet. Im Mittschiffsbereich befindet sich auf beiden Seiten der Schiffe jeweils ein Manifold mit einem Kran für die Schlauchübernahme.
Die Decksaufbauten befinden sich im hinteren Bereich der Schiffe. Der Maschinenraum ist im Rumpf untergebracht. Darüber befinden sich drei Decks, zwei Decks unter anderem mit den Einrichtungen für die Schiffsbesatzung sowie die Brücke. Am Heck befindet sich auf der Backbordseite das Freifallrettungsboot.
Die Schiffe sind für den Einsatz im Mittelmeer, Schwarzen und Kaspischen Meer konzipiert. Ihre Abmessungen erlauben die Passage des Wolga-Don-Kanals und des Wolga-Ostsee-Kanals. Zur Unterquerung von Brücken können die Masten geklappt werden.
Der Rumpf der Schiffe ist eisverstärkt (Eisklasse Ice1). Die Schiffe sind in St. Petersburg registriert.

## Schiffe
| Projekt 52 | Projekt 52  | Projekt 52  | Projekt 52       | Projekt 52                                                     |
| Bauname    | Bau- nummer | IMO- Nummer | Ablieferung      | Umbenennungen und Verbleib                                     |
| ---------- | ----------- | ----------- | ---------------- | -------------------------------------------------------------- |
| Mukhalatka | 5201        | 9676230     | 2. Juni 2013     | 2018: Truvor                                                   |
| Sig        | 5202        | 9735335     | 29. Oktober 2014 | im Russisch-Ukrainischen Krieg nahe der Krim-Brücke beschädigt |
| Yaz        | 5203        | 9735323     | 7. Juli 2014     |                                                                |